# Konzentrationslager Porto Re
Das Konzentrationslager Porto Re (im slawischen Raum auch Kraljevica) war zur Zeit des Zweiten Weltkrieges ein italienisches Konzentrationslager des faschistischen Italien. Es bestand von August 1942 bis zur Kapitulation Italiens am 8. September 1943 unter Leitung der II. Armata. In ihm wurden Juden vor der Deportation bewahrt.

## Partisanenkrieg
Das Lager bestand aus vier großen Wohnbaracken mit Platz für 1.200 Menschen und diente zunächst zur Unterbringung von Kroaten, die als Repressalie gegen Partisanenangriffe aus ihren Dörfern verschleppt worden waren.

## Internierung von Juden
Am 21. August 1942 stimmte Mussolini auf Anfrage des deutschen Außenministers Ribbentrop der Auslieferung von kroatischen und geflüchteten Juden aus dem italienisch besetzten Teil Kroatiens an den  Unabhängigen Staat Kroatien (NDH) zu. Italienisches Außenministerium und Armee weigerten sich unter vielerlei Vorwänden und Rückfragen, diese Anweisung des Duce umzusetzen, da sie von den Deportationen und Morden an Juden wussten. So wurden „ohne unnötige Hast“ Planungen besprochen, wie man die Juden konzentrieren, die Staatszugehörigkeit jedes einzelnen klären könne, ohne dass man etwa italienische Staatsangehörige (also auch Juden aus den annektierten Teilen Kroatiens) ausliefern würde.
Als im Oktober der deutsche und kroatische diplomatische Druck zur sofortigen Auslieferung der Juden immer stärker wurde, schlugen die Diplomaten Mussolini vor, alle Juden zu internieren, so dass von ihnen keine Gefahr mehr ausginge und man die Staatszugehörigkeit leichter ermitteln könne. Dem stimmte Mussolini zu. So konnte das Militär die Juden in geschützten Bereichen unterbringen und den Diplomaten die Möglichkeit geben, auf die eingeleitete technische Umsetzung der geplanten Auslieferung verweisen zu können.
Am 28. Oktober 1942 erging durch Marschall Ugo Cavallero der eindeutige Befehl an das Hauptquartier für Slowenien und Dalmatien (Supersloda), sofort
1. alle Juden in besonderen Konzentrationslagern zu internieren.
2. diese Juden nach ihrer italienischen und kroatischen Staatszugehörigkeit aufzuteilen.
3. Bestandslisten an das Hauptquartier zu senden.

Daraufhin wurden etwa 3.000 Juden an diversen Orten interniert. Einige begingen aus Furcht vor Deportation Selbstmord, da sie die wahren Motive der Internierung nicht kannten. In Kraljevica wurden mit etwa 1.160 Menschen die meisten interniert. General Mario Roatta besuchte Ende November das Lager und sagte den Internierten den Schutz des italienischen Heeres zu. Es wurden zusätzliche Baracken errichtet, in denen eine Synagoge und eine Kapelle Platz fanden und Schulunterricht abgehalten wurde, und es entfaltete sich ein kulturelles Leben mit Vortrags-, Theater- und Musikveranstaltungen ähnlich wie im Internierungslager Ferramonti di Tarsia.
Die Internierten wurden im Juli 1943 vor dem Hintergrund der sich abzeichnenden Niederlage Italiens aus Sicherheitsgründen in das KZ Rab verlegt, wo sie sich dann im September 1943 nach dem Waffenstillstand von Cassibile und der Selbstbefreiung der Gefangenen überwiegend den Titopartisanen anschlossen.